# Acropora irregularis
Acropora irregularis е вид корал от семейство Acroporidae.

## Разпространение
Видът е разпространен в Австралия, Бангладеш, Британска индоокеанска територия, Гуам, Индия, Индонезия, Кокосови острови, Коморски острови, Мавриций, Мадагаскар, Майот, Малайзия, Малдиви, Мианмар, Мозамбик, Остров Рождество, Палау, Папуа Нова Гвинея, Реюнион, Северни Мариански острови, Сейшели, Сингапур, Соломонови острови, Тайланд, Филипини, Шри Ланка и Япония.